# Jutta Meyfarth
Jutta Meyfarth (* 14. Mai 1927 in Felsberg; † 18. März 2025 in Bad Emstal) war eine deutsche Opernsängerin in der Stimmlage Sopran.

## Leben
Meyfarth wuchs in Melsungen auf. Die studierte Pädagogin nahm 1955 am Basler Stadttheater ihr erstes Engagement an. Nach ihrer Tätigkeit am Stadttheater Aachen von 1956 bis 1959 wurde sie 1959 an die Oper Frankfurt engagiert, der sie bis zum Ende ihrer Laufbahn angehörte. Es folgten Auftritte 1960 und 1963 an der Mailänder Scala und 1961 beim Maggio Musicale Fiorentino als Elsa in Richard Wagners romantischer Oper Lohengrin. Die Musikdramen Wagners bildeten in der Folgezeit einen Schwerpunkt in Meyfarths Opernrepertoire. Von 1962 bis 1964 gehörte sie zum Ensemble der Bayreuther Festspiele. Sie sang dort die Freia in Das Rheingold, die Sieglinde in Die Walküre und die Gutrune in Götterdämmerung. 1965 trat sie bei den Münchner Opernfestspielen als Donna Anna in Mozarts Oper Don Giovanni auf.
Sie trat am Théâtre Royal de la Monnaie (1962 in Der Ring des Nibelungen),  am Teatro Colón in Buenos Aires (1963, Titelrolle in Jenůfa), am Opernhaus von Graz (1970) und an der Covent Garden Opera in London (als Chrysothemis in Elektra) auf. Meyfarth gab Gastspiele u. a. am Teatro Communale in Bologna, am Opernhaus von Rom, am Teatro Nacional de São Carlos in Lissabon sowie in Athen, Mexiko-Stadt, Triest, Lyon, Nizza, Marseille und Antwerpen.
Jutta Meyfarth sang das jugendlich-dramatische Sopranfach; später erweiterte sie ihr Repertoire mit Partien aus dem hochdramatischen Sopranfach (Isolde in Tristan und Isolde). Rollen Meyfarths außerhalb des Wagner-Fachs waren die Kaiserin in Die Frau ohne Schatten, Marta in Tiefland und die Titelrolle in Aida.
Sie war Gast in der am 18. Juni 1966 aufgezeichneten Fernsehshow Einer wird gewinnen. 1974 nahm sie von der Opernbühne Abschied. Nachdem 1974 ihr Festvertrag an der Oper Frankfurt nicht verlängert worden war, übte sie wieder ihren Lehrerberuf aus und arbeitete als Grundschullehrerin. 
Seit ihrer Pensionierung lebte sie in der Nähe von Kassel. Jutta Meyfarth starb im März 2025 im Alter von 97 Jahren in Bad Emstal. 
Durch Mitschnitte von Rundfunksendungen, unter anderem von den Bayreuther Festspielen, ist die Stimme Meyfarths dokumentiert.